# 鳴尾健
鳴尾 健（なるお たけし、1960年5月1日 - ）は、コミュニティFM局・福井街角放送株式会社のアナウンサー。福井街角放送（旧愛称：Radioあいらんど）の代表取締役。大阪府大阪市出身。

## 略歴
- 1985年4月 - 京都産業大学外国語学部言語学科卒業後[1]、福井放送にアナウンサーとして入社[1][3]。
- 2008年4月 - JCBA日本コミュニティ放送協会理事（全国のコミュニティ放送局が加盟）。
- 2014年6月 - 公共情報コモンズ（Lアラート）運営諮問委員。
- 2014年1月 - 「福井駅前寄席きたまえ亭」を設立。
- 2015年4月 - 「福井まちなか落語会」席亭[4]。
- 2015年9月 - 「落語 月の会（代表：葵亭真月）」加入。
- 2021年6月 - JCBA日本コミュニティ放送協会 北陸地区協議会会長就任。JCBA北陸地区理事就任。

## 人物

### 番組制作・受賞歴（福井放送在籍時）
- 1987年 - JRNアノンシスト賞 ラジオCM部門 優秀賞
- 1987年 - 記者リポート「鳴尾健の見た日本海重油災害」 日本民間放送連盟賞 ラジオ報道番組部門 最優秀賞[5]
- 1998年 - NNSアナウンス賞 ラジオ部門 優秀賞
- 2000年 -  20世紀探訪「りんごの旅路」日本民間放送連盟賞 ラジオ娯楽番組部門 優秀賞[6]・ギャラクシー賞 ラジオ選奨

### 感謝状（福井街角放送）
- 2020年6月 -  臨時災害放送局制度の普及に貢献
- 2021年6月 -  防災対策としてのラジオに関する周知・啓発活動への貢献

### 番組制作（福井街角放送）
- 2011年 - JCBA制作「Cの力、Rの絆」総括

## 出演

### 福井街角放送の担当番組
ラジオ
- モーニングあいらんど
- 上方演芸会
- J-POPグラフィティ
- たんたん竹本あっぱれ鳴尾
- 福井ﾌｪﾆｯｸｽ花火生中継
- 福井競輪実況生中継

### 福井放送時代の担当番組
ラジオ・テレビ
- るんるんサタデー土曜のワイド[1]
- さわやかFUKUIモーニングワイド[1]
- 鳴尾健のどんなモーニング[1]
- たんたん竹本たまげた鳴尾
- 花の土曜日さわやかモーニング
- FBCラジオキャンパス〜いいもの探検隊〜
- しんしん症候群（シンドローム）
- なまDE1発 水曜日 （DJ ぷっつん鳴尾）
- 来たか金曜待ってたホイ!
- 高校野球生中継
- 甲子園で高校野球実況生中継
- 福井競輪実況生中継